# كريم موسى (قلعة خواجة)
كريم موسى (بالفارسية: کریم‌موسی) هي منطقة سكنية تقع في إيران في قسم قلعة خواجة الريفي. يقدر عدد سكانها بـ 131 نسمة بحسب إحصاء 2016.